# Хюряк
Хюряк, также Хуряк (таб. Хюряхъ) — село в Табасаранском районе Дагестана. Входит в сельское поселение «Сельсовет „Бурганкентский“».

## Географическое положение
Расположено в 13 км к юго-востоку от районного центра села Хучни.

## Население
| 1895 | 1926 | 1939 | 1970 | 1989 | 2002 | 2010 |
| ---- | ---- | ---- | ---- | ---- | ---- | ---- |
| 127  | ↗202 | ↗240 | ↗425 | ↘300 | ↗460 | ↘420 |
| 2021 |      |      |      |      |      |      |
| ↘382 |      |      |      |      |      |      |